# Shakespeare a colazione
Shakespeare a colazione (Withnail and I) è un film del 1987 diretto da Bruce Robinson.
Si tratta del primo lungometraggio del regista inglese che ha realizzato una commedia semi-autobiografica che si rifà alle situazioni vissute dallo stesso durante gli anni sessanta. È ritenuto uno dei migliori fim di culto britannici.

## Trama
Nel 1969 Withnail e Marwood sono due attori disoccupati che condividono un appartamento a Londra nel quartiere di Camden Town. I due giovani sono molto amici, ma il loro è un rapporto di odio-amore. Withnail è un ragazzo egocentrico, un po' folle, sempre in cerca di avventura, mentre Marwood, insicuro e ansioso, ne sopporta tutti i deliri, le lamentele e le situazioni tragicomiche che contribuisce a creare.
Vivono in un appartamento fatiscente, sporco e infestato dalla muffa e dai topi, trascorrono il tempo bevendo e facendo uso di stupefacenti. Disperati, senza un soldo e in attesa di ricevere una grande occasione come attori, chiedono allo zio di Withnail, Monty, il permesso di utilizzare la sua casa in campagna per trascorrere una breve vacanza e scappare da quella vita claustrofobica.
Dopo un lungo viaggio arrivano finalmente al cottage che però si rivela essere una casa dismessa, senza luce e riscaldamento ed isolata dal resto del mondo. Litigano col bracconiere del posto, il quale li minaccia di morte, rischiano di venire incornati da un toro e ricevono a sorpresa la visita del vecchio zio. Questi è un grasso e ricco snob che farà avance a Marwood per tutta la durata del suo soggiorno. Il giovane, esasperato dal vecchio che si intrufola in camera sua, si inventa la scusa di essere già il fedele fidanzato del nipote. Monty finalmente se ne andrà, amareggiato.
Quando i due fanno ritorno a Londra, arriva il momento della separazione quando ricevono una richiesta di sfratto e Marwood ottiene una parte come protagonista in un film. Nel finale Withnail recita un monologo di Shakespeare, in solitudine, di fronte a una gabbia di lupi dello zoo di Londra.

## Riconoscimenti
- 1988- Evening Standard British Film Awards: Miglior sceneggiatura

## Produzione
La figura di Monty è stata creata in base all'esperienza personale del regista, vissuta dopo aver ottenuto la parte di Benvolio nel film Romeo e Giulietta di Franco Zeffirelli, il quale, secondo lo stesso Robinson, gli fece delle proposte sessuali.

### Riprese
Secondo il regista l'attore Richard E. Grant, astemio nella vita reale, non avrebbe potuto in questo modo interpretare al meglio le numerose scene in cui era ubriaco e, pertanto, gli impose di bere regolarmente alcolici durante il periodo delle riprese; Grant riferì in seguito che si trattò di un'esperienza estremamente spiacevole. Sempre per aiutare la verosimiglianza nella scena in cui Withnail beve l'antigelo dalla bottiglietta, il regista mise dell'aceto al posto dell'acqua. La scena del vomito è recitata, ma l'espressione facciale iniziale è spontanea.

## Incongruenze
Il film, che è ambientato nel 1969, presenta alcune incongruenze cronologiche come ad esempio il codice a barre su una lattina o i cartelli stradali non ancora in uso negli anni sessanta. Inoltre i due giovani percorrono la superstrada Westway di Londra, la cui costruzione all'epoca non era ancora stata completata.